# 大城道則
大城 道則（おおしろ みちのり、1968年 - ）は、日本の古代エジプト学者、駒澤大学教授。専攻は古代エジプト史。

## 来歴
兵庫県生まれ。そもそも父が埋蔵金マニアであり、幼少期より山奥の発掘現場に連れられていたことをトークのネタにしている。1992年、関西大学文学部史学科地理学卒。1999年、同大学院文学研究科史学専攻博士課程後期課程中退。2001年、「古代エジプト文化の形成と拡散 ナイル世界と東地中海世界」で関西大学文学博士。英国バーミンガム大学大学院古代史・考古学科エジプト学専攻修了。駒澤大学文学部助教授、2007年准教授、2014年教授。

## 著書
- 『古代エジプト文化の形成と拡散 ナイル世界と東地中海世界』ミネルヴァ書房、2003
- 『ピラミッド以前の古代エジプト文明 王権と文化の揺籃期』創元社、2009
- 『ピラミッドへの道 古代エジプト文明の黎明』講談社選書メチエ、2010
- 『古代エジプト文明 世界史の源流』講談社選書メチエ、2012／講談社学術文庫、2025.1
- 『ツタンカーメン 「悲劇の少年王」の知られざる実像』中公新書、2013
- 『神々と人間のエジプト神話　魔法・冒険・復讐の物語』歴史文化ライブラリー、吉川弘文館、2021　ISBN　	9784642059176

## 共編著
- 『古代エジプトへの扉 菊川コレクションを通して』近藤二郎,菊川匡共著　文芸社、2004
- 『ヨーロッパ史への扉』入江幸二,比佐篤,梁川洋子共編著　晃洋書房、2006
- 『ゆるゆる神様図鑑 古代エジプト編』 橋本ゆきみ共編著　地球の歩き方、2019
- 『考古学者が発掘調査をしていたら、怖い目にあった話』 芝田幸一郎,角道亮介共編著　ポプラ社、2023
- 『考古学者だけど、発掘が出来ません。多忙すぎる日常』 青山和夫,角道亮介共編著　ポプラ社、2025

## 参考
- ピラミッドへの道―古代エジプト文明の黎明 - 紀伊国屋書店BookWeb